# Pedro da Cintra
Pedro da Cintra (Lagos,? - ca. 1484) fue un navegante portugués al servicio del infante Don Enrique, uno de los primeros europeos en explorar la costa de África Occidental y que descubrió y bautizó Sierra Leona.
Sus orígenes son relativamente desconocidos. Algunos autores sostienen que era hijo de Gonçalo de Sintra, el escudero y navegante del infante Don Enrique, que murió en 1444 en la isla de Naar o Tider. Pedro de Sintra, que sería natural de Lagos, habría seguido al servicio del príncipe Enrique, explorando el litoral africano, donde finalmente acabó llegando a Sierra Leona y Liberia en 1461. 
Pedro da Cintra llegó al cabo Palmas y en 1471 desembarco en las costas de Ghana. En 1482, once años después, fundó la factoría-fortaleza de Elmina, la estación portuguesa más importante de la zona, fundada en la zona que se conoce actualmente como Ghana.
Se encontraba navegando a las órdenes de los reyes Dom Afonso V y Dom João II en el momento de su muerte que, según se cree, se habría producido en la región de Guinea, en 1484. También visitó el Reino de Benín en la actual Nigeria.
- Datos: Q1620277